# Protentomon transitans
Protentomon transitans är en urinsektsart som beskrevs av Ewing 1921. Protentomon transitans ingår i släktet Protentomon och familjen Protentomidae. Inga underarter finns listade i Catalogue of Life.